# Іоанно-Предтеченський монастир (Великий Устюг)
Іоанно-Предтеченський монастир — монастир Великого Устюга, розташований у мікрорайоні Гора. Нині не діє, у ньому розташована щетинно-щіточна фабрика. До складу входили Собор та церква Іоанна Предтечі та братські келії.